# Con amor y furia
Con amor y furia (en francés: Avec amour et acharnement)  es una película de drama romántico francés de 2022 dirigida por Claire Denis, quien escribió el guion con Christine Angot. La película está basada en la novela Un tournant de la vie de Angot de 2018. La película está protagonizada por Juliette Binoche, Vincent Lindon y Grégoire Colin. 
La película tuvo su estreno mundial el 12 de febrero de 2022 en el 72.º Festival Internacional de Cine de Berlín, donde compitió por el Oso de Oro, mientras que Denis recibió el Oso de Plata al Mejor Director.

## Sinopsis
Sara y su marido Jean se bañan en el mar mientras están de vacaciones, besándose y acariciándose. Regresan a un París invernal, donde Sara trabaja como locutora de radio. Jean, exjugador profesional de rugby con antecedentes penales, es un padre ausente para su hijo adolescente mestizo Marcus, que vive bajo la custodia de Nelly, la madre de Jean, en la banlieue de Vitry. Un día, Sara vislumbra en la calle a François, su exnovio del que está separada, lo que la inunda de emoción. François, que también fue amigo íntimo de Jean, abre una agencia deportiva para reclutar jóvenes jugadores de rugby y se pone en contacto con Jean para que trabaje con él como cazatalentos. La reaparición de François en sus vidas amenaza la relación que Sara y Jean mantienen desde hace diez años.

## Reparto
- Juliette Binoche como Sara
- Vincent Lindon como Jean
- Grégoire Colin como François
- Bulle Ogier como Nelly
- Issa Perica como Marcus
- Alice Houri como trabajadora del Tribunal de Comercio
- Mati Diop como Gabrielle
- Bruno Podalydès como Invité de Inauguración
- Lola Creton como Lola
- Richard Courcet como empleado de correos
- Hana Magimel como Anna
- Lilian Thuram como él mismo

## Recepción

### Respuesta de la crítica
En Rotten Tomatoes, la película tiene un índice de aprobación del 84% según 118 reseñas, con una calificación promedio de 7.1/10. El consenso crítico del sitio web dice: "Elevado por el trabajo impecable de Claire Denis y Juliette Binoche, Con amor y furia es un drama de relaciones que profundiza". Según Metacritic, que asignó una puntuación media ponderada de 72 sobre 100 basada en 27 críticos, la película recibió "críticas generalmente favorables".